# شهرک پاما
شهرک پاما (به لاتین: Pama Township) یک شهرک در جمهوری خلق چین است که در شهرستان ژونگبا واقع شده‌است. شهرک پاما ۴٬۰۹۸ کیلومتر مربع مساحت دارد.